# Abele spelen

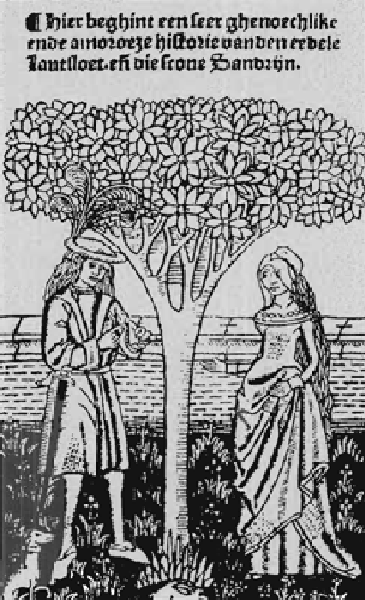
Ridder en Sandrijn; illustratie uit de Goudse druk van Lanseloet van Denemerken, uitgegeven door Govert van Ghemen

De abele spelen omvatten vier Middelnederlandse profane toneelstukken die bewaard zijn gebleven in het kostbare Hulthemse handschrift. Dit handschrift stamt uit 1410 en bevindt zich in de Koninklijke Bibliotheek in Brussel (hs. 15.589-623). Het zijn de oudst bekende Nederlandstalige toneelstukken van wereldlijke (niet-geestelijke) aard. Ze dateren van omstreeks 1350 en behoren daarmee ook tot het oudst bekende West-Europese wereldlijke toneel.

## Inhoud
Deze toneelstukken zijn:
- Esmoreit (1018 regels)
- Gloriant (1142 regels)
- Lanseloet van Denemerken (952 regels)
- Vanden Winter ende vanden Somer (625 regels)

Alle vier de stukken behandelen een liefdesthema in de stijl van de hoofse liefde (vandaar 'abel' = 'edel' = 'hoofs'). Het gaat hierbij respectievelijk om de liefdesparen Esmoreit en Damiët, Gloriant en Florentijn, Lanseloet en Sanderijn, Winter en Somer (de laatste is een allegorie). De structuur van de stukken is vrij eenvoudig van opbouw.
De opvoering van (een van) de abele spelen werd gevolgd door een 'sotternie' (klucht). Omdat de spelen zelf 'edel' waren, werd hetzelfde thema dan in een meer populistische en explicietere vorm gebracht in de klucht.
De bij de abele spelen horende sotternieën zijn:
- Lippijn (199 regels) (bij Esmoreit)
- De Buskenblaser (208 regels) (bij Gloriant)
- Die Hexe (112 regels) (bij Lanseloet van Denemerken)
- Rubben (245 regels) (bij Vanden Winter ende vanden Somer)
- Truwanten (onvolledig)
- Drie daghe here (onvolledig)

Omdat er twee sotternieën meer zijn dan abele spelen, denkt men dat er in het verleden zes abele spelen, in plaats van de huidige vier, zijn geweest.

## Betekenis 'abel'
Over de exacte betekenis van de term 'abel', die alleen bekend is in deze context, is de nodige discussie geweest. Het betekent op zich 'edel', en moet beschouwd worden als het tegenovergestelde van 'geestelijk'. Anderzijds kan de term 'abel', afkomstig van het Latijnse "habilis" (bekwaam, vernuftig, kunstig), gebruikt zijn om de stukken te onderscheiden van de meer boertige sotternieën die in hetzelfde handschrift voorkomen.